# Instytut Przemysłu Fermentacyjnego
Instytut Przemysłu Fermentacyjnego – jednostka organizacyjna Ministra Przemysłu Rolnego i Spożywczego istniejąca w latach 1954–1988, powołana w celu prowadzenia prac naukowo-badawczych w zakresie przemysłu fermentacyjnego zapewniającego rozwój produkcji przemysłowej oraz postęp techniczny.

## Powołanie  Instytutu
Na podstawie uchwały Rady Ministrów z 1954 r. w sprawie przekształcenia Instytutu Przemysłu Rolnego i Spożywczego w Instytut Przemysłu Fermentacyjnego oraz nadanie mu statutu ustanowiono Instytut. Powstanie Instytutu pozostawało w związku z ustawą z 1951 r. o tworzeniu instytutów naukowo-badawczych dla potrzeb gospodarki narodowej.

## Zadanie Instytutu
Zadaniem Instytutu było prowadzenie prac naukowo-badawczych w zakresie przemysłów: spirytusowego, piwowarsko-słodowniczego, owocowo-warzywnego, winiarskiego oraz drożdżowego celem zapewnienia rozwoju produkcji przemysłowej oraz postępu technicznego, a w szczególności:  
- organizowanie i prowadzenie prac naukowo-badawczych dla stworzenia podstaw zarówno teoretycznych, jak i praktycznych dla nowych działów produkcji lub nowych metod wytwarzania, organizacji pracy oraz podnoszenia jakości produkcji,
- śledzenie postępu technicznego i naukowego oraz udzielanie opinii w sprawach związanych z postępem wiedzy i techniki,
- udoskonalania i usprawniania metod już stosowanych w przemyśle,
- inicjowanie nowych działów produkcji i współpracy przy ich organizowaniu,
- przeprowadzanie ekspertyz, zleconych prac technicznych i naukowo-badawczych,
- szkolenie kadr fachowych dla potrzeb własnych i innych instytutów naukowych oraz szkolenia personelu przemysłu w zakresie nowych metod lub nowych gałęzi przemysłu, nie uwzględnionych w programach szkolnictwa,
- współdziałanie w pracach zbiorowych, organizowanych przez inne instytuty i pracownie szkół wyższych i innych ośrodków badawczych w celu rozwiązania bardziej złożonych zagadnień,
- nawiązywanie i utrzymywanie łączności z odpowiednimi instytucjami i organizacjami za granica,
- prowadzenie dokumentacji i informacji naukowej i naukowo-technicznej.

## Kierowanie instytutem
Na czele Instytutu stał dyrektor, który kierował samodzielnie działalnością Instytutu i był za nią odpowiedzialny.
Przy Instytucie działała Rada Naukowa.

## Zmiana nazwy Instytutu
Na podstawie zarządzenie Ministra Rolnictwa, Leśnictwa i Gospodarki  Żywnościowej z 1988 r. w sprawie zmiany nazwy: Instytut Biotechnologii Przemysłu Rolno-Spożywczego zmieniono nazwę Instytutowi Przemysłu Fermentacyjnego.   